# Beraba erosa
Beraba erosa é uma espécie de coleóptero da tribo Eburiini (Cerambycinae); com distribuição nos estados da Bahia e Minas Gerais (Brasil).

## Sistemática
- Ordem Coleoptera
  - Subordem Polyphaga
    - Infraordem Cucujiformia
      - Superfamília Chrysomeloidea
        - Família Cerambycidae
          - Subfamília Cerambycinae
            - Tribo Eburiini
              - Gênero Beraba
                - B. erosa (Martins, 1981)